# Hudson (Wisconsin)
Hudson é uma cidade localizada no estado norte-americano de Wisconsin, no Condado de St. Croix.

## Demografia
Segundo o censo norte-americano de 2000, a sua população era de 8775 habitantes.
Em 2006, foi estimada uma população de 11.913, um aumento de 3138 (35.8%).

## Geografia
De acordo com o United States Census Bureau tem uma área de
16,2 km², dos quais 14,0 km² cobertos por terra e 2,2 km² cobertos por água. Hudson localiza-se a aproximadamente 226 m acima do nível do mar.

## Localidades na vizinhança
O diagrama seguinte representa as localidades num raio de 8 km ao redor de Hudson.